# مات براينت
مات براينت (بالإنجليزية: Matt Bryant)‏ (21 سبتمبر 1970 ببرستل في المملكة المتحدة - ) هو لاعب كرة قدم بريطاني في مركز الدفاع. لعب مع نادي بريستول سيتي ونادي غيلينغهام ونادي والسول ونادي غلوستر سيتي.

## وصلات خارجية
- مات براينت على موقع قاعدة بيانات كرة القدم.إي يو (الإنجليزية)